# Daewoo K3

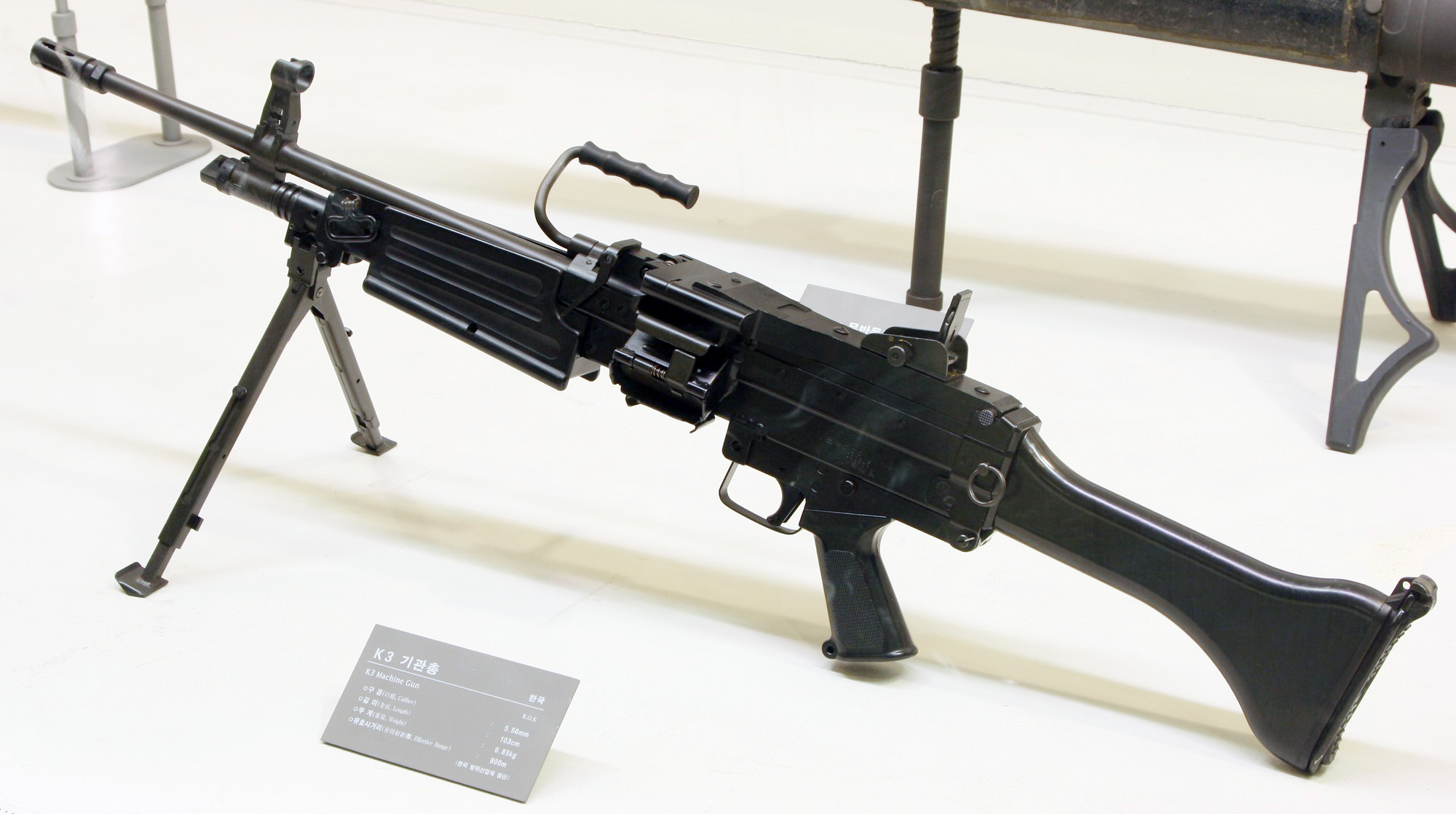
Daewoo K3.

La mitrailleuse légère Daewoo K3 est chambrée en 5,56 mm OTAN. Entrée en service en 1991, elle ressemble fortement sur le plan mécanique et dans sa forme à la FN Minimi.
C'est une version de cette arme qui équipe le robot sentinelle coréen SGR-A1.  
La Deawoo K15, une version fortement modifiée et modernisée, est livrée en série à partir de décembre 2022 pour la remplacer.

## Fiche technique
- Munition : 5,56 × 45 mm Otan
- Fonctionnement : emprunt des gaz
- Matériaux : plastique moulé a haute résistance, tôle emboutie, acier forgé
- Cadence de tir : 700–1 000 coups/min
- Portée efficace : 600 m
- Alimentation : chargeur : 30 cartouches ou bande de 250 cartouches
- Longueur : 1 030 mm
- Canon : 533 mm
- Masse à vide : 6,85 kg